# W ułamku sekundy
W ułamku sekundy (niem. Aus dem Nichts) – niemiecki film dramatyczny z 2017 roku w reżyserii Fatiha Akına. Grająca w nim główną rolę Diane Kruger otrzymała nagrodę dla najlepszej aktorki na 70. MFF w Cannes, a sam film zdobył Złoty Glob za najlepszy film nieanglojęzyczny.
Film opowiada historię młodej kobiety, Katji Sekerci, która niespodziewanie traci męża i synka w zamachu terrorystycznym. Zdjęcia kręcono w Hamburgu oraz na plaży Schinias w Attyce niedaleko Aten.

## Obsada
- Diane Kruger jako Katja Sekerci
- Denis Moschitto jako  Danilo Fava
- Numan Açar jako Nuri Sekerci
- Samia Muriel Chancrin jako Birgit

## Odbiór
Film spotkał się z umiarkowanie pozytywną reakcją krytyków. W serwisie Rotten Tomatoes ma 76% ze 145 recenzji jest pozytywne, a średnia ocen wyniosła 6,76 na 10. Na portalu Metacritic średnia ocen z 31 recenzji wyniosła 65 na 100.

## Nagrody
- Złoty Glob za najlepszy film nieanglojęzyczny
- Nagroda dla najlepszej aktorki (Diane Kruger) na 70. MFF w Cannes
- Nagroda Critics Choice za najlepszy film zagraniczny
- Nagroda Satelita dla najlepszej aktorki (Diane Kruger) i za najlepszy film zagraniczny